# José Arconada
José Arconada Ramos (Gijón, Španjolska, 18. siječnja 1964.) je bivši španjolski srednjeprugaš koji se specijalizirao za utrke na 800 metara. Smatran je za nasljednika Colomán Trabado i Antonio Páez, međutim, pomalo su ga zasjenili Luis Javier González i Tomás de Teresa.
Ramos je predstavljao Španjolsku na Olimpijadi u Barceloni 1992. a iste godine osvojio je srebro na Europskom dvoranskom prvenstvu u Genovi. Osobni rekord na 800 metara ostvario je 1990. a iznosio je 1:45:02. Danas radi kao trener u atletskom klubu Real Grupo de Cultura Covadonga.

## Vanjske poveznice
- Profil atletičara na Sports-reference.com